# 漂亮朋友 (2024年電影)
《漂亮朋友》（Bel Ami），是耿軍執導的一部中文劇情片，並入圍2024年第61屆金馬獎八項大獎，包含最佳劇情片、最佳導演，並獲得最佳男主角。本片被譽為「華語同志電影天花板&顶天立地的作品」。

## 劇情簡介
邊陲小城降起了雪，張志勇人到中年，決意出櫃，謹小慎微尋尋覓覓，終和被年輕理髮師男友分手的徐剛萍水相逢，然而兩人的親密關係一不小心又過了火；女同性戀人劉穎和阿布為滿足家庭期待，向理髮師借精形婚求子，卻在控制與被控制之間，險將信任玩出了底線。

## 演員
- 徐剛 飾 餅店店員
- 張志勇
- 薛寶鶴 飾 餐廳老闆
- 王梓行 飾 理髮師
- 張迅 飾 按摩店老大

## 獎項
| 年份         | 名稱                                     | 獲提名           | 獎項 | 結果 |
| ------------ | ---------------------------------------- | ---------------- | ---- | ---- |
| 2024年       |                                          |                  |      |      |
| 第61屆金馬獎 | Blackfin Production                      | 最佳劇情片       | 提名 |      |
| 第61屆金馬獎 | 耿軍                                     | 最佳導演         | 提名 |      |
| 第61屆金馬獎 | 耿軍                                     | 最佳原著劇本     | 提名 |      |
| 第61屆金馬獎 | 張志勇                                   | 最佳男主角       | 獲獎 |      |
| 第61屆金馬獎 | 王維華                                   | 最佳攝影         | 獲獎 |      |
| 第61屆金馬獎 | 陳合平                                   | 最佳剪輯         | 獲獎 |      |
| 第61屆金馬獎 | 陳筱舒                                   | 最佳原創電影音樂 | 提名 |      |
| 第61屆金馬獎 | 《漂亮朋友》詞：耿軍／曲：梁龍／唱：梁龍 | 最佳原創電影歌曲 | 提名 |      |
| 第61屆金馬獎 | 《漂亮朋友》                             | 觀眾票選最佳影片 | 獲獎 |      |

## 外部連結
- 互联网电影数据库（IMDb）上《漂亮朋友》的资料（英文）
- 開眼電影網上《漂亮朋友》的資料（繁體中文）